# Northolt
Northolt is een wijk in het Londense bestuurlijke gebied Ealing, in de regio Groot-Londen.
Ten westen van de wijk staat een Pools oorlogsmemoriaal, waarop de namen staan van Poolse militairen in Britse dienst, die in de Tweede Wereldoorlog zijn omgekomen.

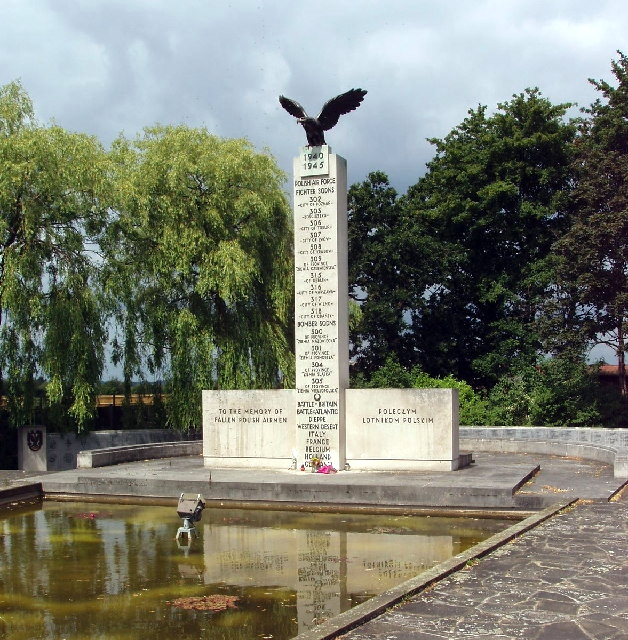
De Pools oorlogsmemoriaal naar Northolt.